# Saint-Amand-Villages
Saint-Amand-Villages é uma comuna francesa na região administrativa da Normandia, no departamento da Mancha. Estende-se por uma área de 38.19 km². Em 2010 a comuna tinha 2 559 habitantes (densidade: 67 hab./km²).
Foi criada em 1 de janeiro de 2017, a partir da fusão das antigas comunas de Saint-Amand (sede da comuna) e Placy-Montaigu.